# Neotinea tridentata
Neotinea tridentata és una espècie d'orquídia. És planta nativa del sud d'Europa, des de la península Ibèrica a Turquia i Líban, arribant a Crimea, Polònia i Alemanya. Viu en llocs herbosos, arbredes, arbust i maquis. Anteriorment estava classificada dins el gènere Orchis com O. tridentata.